# Lombèrs (Tarn)
Lombèrs (en francès Lombers) és un municipi francès situat al departament del Tarn i a la regió d'Occitània, 13km al sud de la ciutat d'Albi. que és el seu centre comercial i polític immediat.
El 1165 hi tingué lloc l'anomenat col·loqui de Lombèrs, on religiosos i seglars tant cristians com càtars discutiren sobre quina era la veritable religió cristiana. La disputa la guanyaren els cristians, i el bisbe d'Albi, organitzador de l'esdeveniment, conclogué que els pretesos bons homes són herètics. De fet, es considera que aquesta primera sentència del bisbe d'Albi de condemna del catarisme com a heretgia és la que donà nom posteriorment a la croada albigesa.

## Demografia
| 1962                                       | 1968 | 1975 | 1982 | 1990 | 1999 | 2006 |
| ------------------------------------------ | ---- | ---- | ---- | ---- | ---- | ---- |
| 919                                        | 919  | 854  | 826  | 807  | 856  | 984  |
| Des de 1962: població sense dobles comptes |      |      |      |      |      |      |

## Administració
| Període | Identitat     | Partit |
| ------- | ------------- | ------ |
| 2001-   | Claude Roques |        |